# Vásárhelyi Hírlap
A Vásárhelyi Hírlap egy 2007 és 2018 között megjelent Maros megyei közéleti napilap volt, melyet az Udvarhelyi Híradó Kft adott ki. Első, bemutató lapszáma 2007. augusztus 31-én jelent meg. 2018. júliusától jogutódja a Székelyhon.

## Külső hivatkozások
- Archívum